# Schöneweide (Nuthe-Urstromtal)
Schöneweide ist ein Ortsteil der Gemeinde Nuthe-Urstromtal im Landkreis Teltow-Fläming in Brandenburg.

## Lage
Schöneweide liegt im Baruther Urstromtal etwa zehn Kilometer östlich des Stadtzentrums von Luckenwalde. Umliegende Ortschaften sind der zur Stadt Trebbin gehörende Ortsteil Lüdersdorf im Norden, die zur Gemeinde Am Mellensee gehörenden Ortsteile Sperenberg im Nordosten und Kummersdorf-Gut im Osten, Schönefeld im Südosten, Gottow im Süden, Woltersdorf im Westen sowie Scharfenbrück im Nordwesten.
Durch Schöneweide verläuft die Kreisstraße 7223. Die Bundesstraße 101 von Ludwigsfelde nach Jüterbog ist etwa sieben Kilometer entfernt. Durch den Ort fließt das Hammerfließ. Im Nordosten und im Südwesten ist Schöneweide von Waldgebiet des Forst Kummersdorf umgeben. Im südöstlichen Teil quert der Flotte Graben die Gemarkung.

## Geschichte

### 14. bis 16. Jahrhundert
Schöneweide wurde 1375 erstmals als Schoneweide, Schonweide und Schoneweyde im Landbuch Karls IV. lediglich als Kirchdorf ohne weitere Größenangabe urkundlich erwähnt. Damals gehörte der Ort zur Herrschaft Zossen bzw. ab 1492 zum daraus gebildeten Amt Zossen. 1541 wurde Schonewede als „Dorf im Bereich der früheren Herrschaft Zossen“ erneut erwähnt. Dort lebten 1583 ein Lehnschulze mit zwei Hufen, ein Lehnmann mit ebenfalls zwei Hufen sowie zehn Einhufner einschließlich eines Krügers. Weiter gab es acht Kötterhöfe mit Acker von einem bis zu 14 Morgen Fläche. Schöneweide hatte „seit alters her“ 14 Hufen.

### 17. Jahrhundert
Vor dem Dreißigjährigen Krieg lebten im Ort zwölf Hufner, acht Kötter, ein Kostknecht sowie zwei Paar Hausleute. Nach dem Krieg waren der Schulze, drei Bauern mit einem Stiefsohn sowie sechs Kötter mit zwei Knechten im Ort ansässig. 1692 erwarb M. Valtin Lamprecht aus Görzke das Recht, auf der „Schöneweidischen Heide“ einen mittlerweile verfallenen Teerofen wiederaufzubauen, der unter dem Namen „Zur neuen Wohlfarth“ geführt wurde.

### 18. Jahrhundert

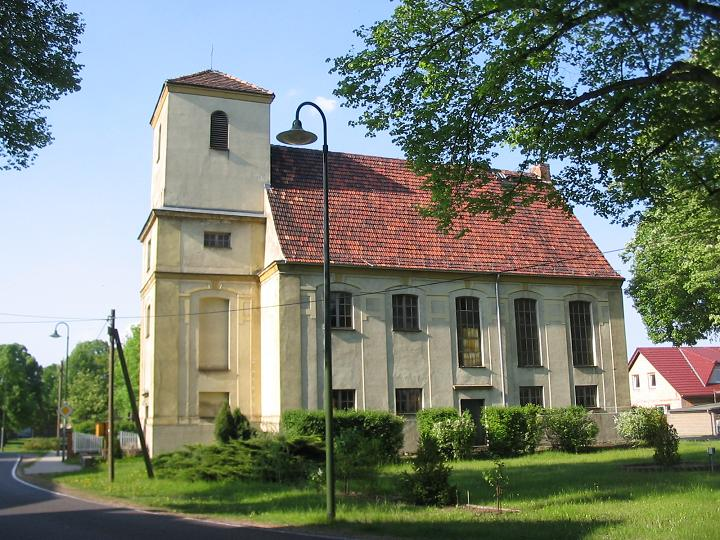
Dorfkirche Schöneweide

Im Jahr 1711 gab es in Schöneweide 12 Hufner, sechs Kötter, einen Hirten und einen Knecht sowie zweieinhalb Paar Hausleute. Sie zahlten für die 14 Hufen je acht Groschen an Abgaben. 1716 schien der Teerofen schon in Betrieb zu sein, denn er sollte zum Pechkochen eingerichtet werden. 1744 erschien der Ofen erneut, dieses Mal als „Teerschwelerei zu Schöneweide“. Der Besitzer war ein Picher namens Andreas Köppen, der 1735 fünf Scheffel Saat, und Wiese zu fünf Fuder Heu bezahlen musste. 1745 lebten in Schöneweide 12 Bauern, acht Kötter sowie der Krüger. Es gab Einnahmen aus dem Landnebenzoll nach Zossen sowie ein weiteres Forsthaus, dass von einem Kötter bewohnt wurde. Außerhalb des Ortes bestand der Teerofen mit sieben Familienhäusern. 1753 entstand die Dorfkirche. 1755 bewirtschaftete der Lehnschulze zwei Hufen, ebenso der Lehnbauer. Es gab zehn Einhufner, die Kötterdienste leisten mussten, fünf Kötter, zwei Halbkötter und 14 Büdner. Hinzu kamen zwei Leineweber, ein Stellmacher, ein Zimmermann, ein Schenkkrug, ein Hirte, ein Teerbrenner sowie zwei einzelne Einlieger. Die Pechhütte „in der Heide“ bestand ebenfalls nach wie vor. 1771 bestand Schöneweide aus 20 Giebeln (=Wohnhäuser). Dort lebten unter anderem der Hirte und sechs Paar Hausleute. Sie leisteten nach wie vor acht Groschen Abgaben je Hufe.

### 19. Jahrhundert
Im Jahr 1801 gab es einen Lehnschulzen, zwölf Ganzbauern, sechs Ganzkötter sowie 20 Büdner und elf Einlieger. Es gab einen Krug, den Teerofen, eine Pechhütte sowie den königlichen Unterförster der zum Zossenschen Revier gehörte. Schöneweide war zu dieser Zeit 48 Feuerstellen (=Haushalte) groß. Im Jahr 1840 gab es 45 Wohnhäuser. Um 1850 wurde der Teerofen aufgegeben, dafür wurde die Försterei Rauhbusch errichtet. 1858 lebten in Schöneweide 20 Hofeigentümer, die 20 Knechte und Mägde beschäftigten. Es gab 36 nebengewerbliche Landwirte mit drei Knechten und Mägden sowie 64 Arbeiter. In Schöneweide bestanden 56 Besitzungen. 20 waren zwischen 30 und 300 Morgen groß (zusammen 1803 Morgen), drei weitere zwischen fünf und 30 Morgen (zusammen 34 Morgen) sowie 33 unter fünf Morgen (zusammen 47 Morgen). Zu den bereits ansässigen Gewerken waren drei Schneidermeister, drei Zimmergesellen, zwei Kaufleute und zwei Beamte hinzugekommen. Es gab einen Armen in Ort. 1860 standen im Dorf vier öffentliche, 49 Wohn- und 73 Wirtschaftsgebäude, darunter eine Leinölfabrik und ein Teerofen.

### 20. Jahrhundert

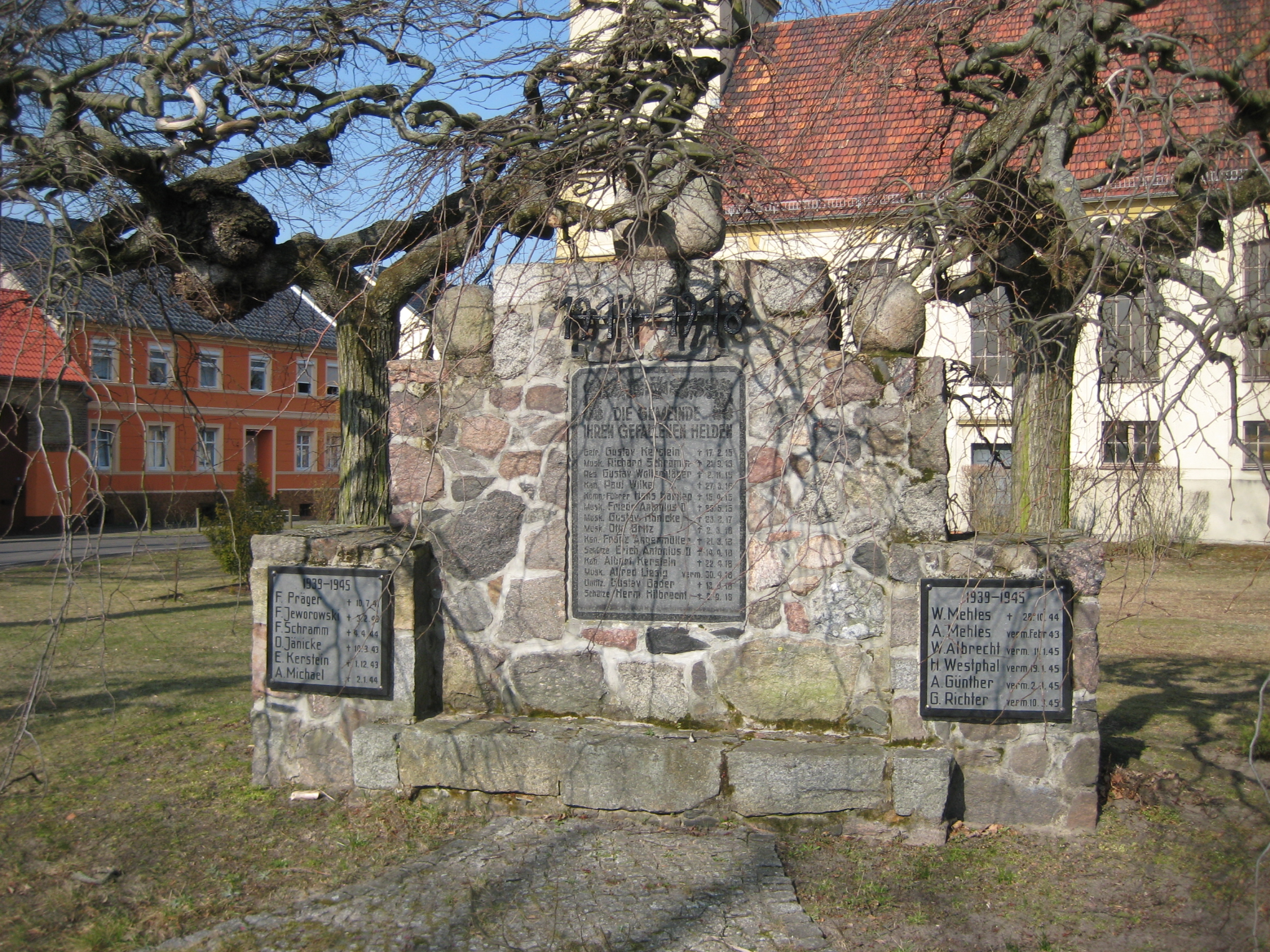
Gefallenendenkmal

Im Jahr 1900 gab es in Schöneweide 61 Häuser. Die Anzahl ging im Jahr 1931 auf 58 Wohnhäuser zurück. Im Jahr 1929 wurden Teile des Gutsbezirks Kummerdorfer Forst mit dem Forsthaus Gottow und Teile des Gutsbezirks Lenzeburger Forst mit dem Forsthaus Rauhbusch eingemeindet. Die Gemeinde bestand 1932 aus den Wohnplätzen Forsthaus Gottow und Forsthaus Rauhbusch.
Am 25. Juli 1952 wurde Schöneweide dem neu gebildeten Kreis Luckenwalde im Bezirk Potsdam zugeordnet. 1960 gründete sich eine LPG vom Typ I mit 75 Mitgliedern und 433 Hektar landwirtschaftlicher Nutzfläche. Sie bestand 1973 fort; daneben gab es die Revierförsterei Rauhbusch.
Nach der Wende lag die Gemeinde im Landkreis Luckenwalde in Brandenburg. Nach der Kreisreform in Brandenburg am 6. Dezember 1993 wurde Schöneweide schließlich dem neu gebildeten Landkreis Teltow-Fläming zugeordnet und zusammen mit 22 weiteren bis dahin selbstständigen Gemeinden zu der neuen Gemeinde Nuthe-Urstromtal zusammengeschlossen.
Ortsvorsteher von Schöneweide ist René Rüdiger. (2017)

## Bevölkerungsentwicklung
| 1875 | 320 | 1939 | 288 | 1981 | 206 |
| 1890 | 320 | 1946 | 312 | 1985 | 190 |
| 1910 | 300 | 1950 | 315 | 1989 | 194 |
| 1925 | 300 | 1964 | 242 | 1992 | 191 |
| 1933 | 289 | 1971 | 238 |      |     |

## Kultur und Sehenswürdigkeiten
- Die Dorfkirche Schöneweide wurde im Jahr 1753 errichtet und brannte im Zweiten Weltkrieg im Jahr 1945 aus. 1954 ließ die Kirchengemeinde das Bauwerk restaurieren. Die Kirchenausstattung ist einheitlich modern. Auf der Empore steht ein Harmonium der schwedischen Harmoniumfabrik Olof Lindholm aus den 1920er Jahren.
- Denkmal für die Gefallenen der Weltkriege